# ハワイアンホスト・グループ
ハワイアンホスト・グループ（英語: Hawaiian Host Group）は、アメリカ合衆国ハワイ州にある企業で、おもに菓子やお土産を製造・販売している。

## 概要
ハワイアンホスト・グループは、もともと日系三世アメリカ人のマモル・タキタニがマウイ島の両親の元でチョコレートで包んだマカデミアナッツを試作し、それは爆発的な人気を呼んだ。彼はオアフ島ホノルルに移り、1927年創業のエレン・ダイ・キャンディーズ（Ellen Dye Candies）菓子会社を買収して、ハワイアンホスト（Hawaiian Host）と改名した。
2015年にハワイアンホストは、ハワイ島のマウナロア・マカデミアナッツ会社を子会社として、業務を強化している。現在ハワイアンホスト・グループは、薄い塩味のマカデミアナッツやKOHOチョコレートや衣類など、ハワイ産の菓子やお土産を製造・販売している大きな会社の一つである。
またハワイアンホスト・グループは、マモルおよびアイコ・タキタニ夫妻の「タキタニ基金」（Takitani Foundation）も設立していて、ハワイの若者の教育に協力している。

## 参照項目
- ハワイ州の現代産業